# The World Tonight
«The World Tonight» es una canción compuesta por el músico británico Paul McCartney y publicada en el álbum de estudio de 1997 Flaming Pie. La canción fue publicada como segundo sencillo del álbum en julio de 1997, y alcanzó el puesto 23 en la lista de sencillos del Reino Unido.
En Estados Unidos, la canción fue publicada como primer y único sencillo del álbum el 6 de mayo de 1997, alcanzando el puesto 64 en la lista Billboard Hot 100 y el 23 en la lista Modern Rock Tracks.

## Caras B
La edición británica del sencillo incluye dos canciones publicadas en el álbum Flaming Pie: «Used to Be Bad» y «Really Love You». La primera es la segunda colaboración de McCartney con Steve Miller tras «Young Boy», en la que Miller tocó la guitarra rítmica y cantó los coros. La tercera y última canción que McCartney trabajó con Miller para el álbum fue «If You Wanna», una canción escrita por McCartney en Minneapolis durante su gira The New World Tour. Por su parte, «Really Love You» es la segunda colaboración de McCartney con Ringo Starr en las sesiones de grabación de Flaming Pie, junto con «Beautiful Night». La única canción no incluida en el álbum fue «Looking for You», publicada únicamente en el sencillo.
Las canciones acreditadas como «Oobu Joobu» son una serie de demos, entrevistas y publicaciones inéditas unidas en una única pista, cuyo título hace referencia a Oobu Joobu, un programa de radio dirigido por McCartney a mediados de la década de 1990. 
| Oobu Joobu (Part 1) 1. «Some Folks Say Oobu» 2. «Oobu Joobu Main Theme» 3. Fun Packed Radio Show 4. «I Love This House» 5. «Clock Work» 6. Paul talks about «Young Boy» 7. «Oobu Joobu We Love You» 8. «Oobu Joobu Main Theme» | «Oobu Joobu" (part 3)» 1. Intro chat 2. «Oobu Joobu Main Theme» 3. «Squid» 4. Paul talks about «The World Tonight» 5. Link 6. «Oobu Joobu Main Theme» «Oobu Joobu (Part 4)» 1. Intro chat 2. «Oobu Joobu Main Theme» 3. Link 4. «Don't Break The Promise» 5. Paul talks about reggae 6. Link 7. «Oobu Joobu Main Theme» |

## Lista de canciones
Todas las canciones compuestas por Paul McCartney excepto donde se anota.
CD (Estados Unidos)
1. «The World Tonight» - 4:03
2. «Looking for You» - 4:48
3. «Oobu Joobu» (part 1) - 9:55

7" (Reino Unido)
1. «The World Tonight» - 4:03
2. «Used to Be Bad» (Steve Miller, Paul McCartney) - 4:08
3. «Oobu Joobu» (part 3) - 9:48 CD only

CD (Reino Unido)
1. «The World Tonight» - 4:03
2. «Really Love You» (Paul McCartney, Richard Starkey) - 5:14
3. «Oobu Joobu» (part 4) - 7:06